# Minor Álvarez
Minor Jesús Álvarez Cordero (San José (Costa Rica), 14 de novembro de 1989) é um futebolista profissional costarriquenho que atua como defensor.

## Carreira
Minor Álvarez fez parte do elenco da Seleção Costarriquenha de Futebol da Copa América de 2011.